# 따끈따끈 베이커리의 등장인물 목록
다음은 따끈따끈 베이커리의 등장인물 목록이다.

## 빵타지아
- 아즈마 카즈마

- 카와치 쿄스케

- 아즈사가와 츠키노

- 마츠시로 켄

- 스와바라 카이

- 쿠로야나기 료

- 마이스터 키리사키

- 칸무리 시게루

- 소피 발작 키리사키

(한국명 : 소피) / (CV.미즈키 나나, 김선혜)
빵타지아의 마이스터 키리사키의 여동생으로 파리에서 자신과 오빠를 길러준 양아버지가 운영하던 작은 빵집을 운영하고 있다. 맞은 편에 있는 메종 카이저의 빵집의 본점의 운영자인 카이저 형제가 아즈마에게 패하는 것으로 보고 놀라는 인물이다.
- 키노시타 카게토

(한국명 : 방달수) / (CV.사토우 세츠지, 최승훈)
빵타지아 남도쿄지점의 제빵사지만 작품 속에서는 존재감없이 등장하여 무시당한다. 수준이 낮았다고 하는 해의 신인전 예선에서 떨어질 정도로 제빵 능력은 모자르지만, 뛰어난 분신술능력으로 성실하게 일하며 빵타지아 남도쿄지점에서 근무하고 있다.
- 아즈사가와 미즈노

(한국면 : 성아란) / (CV.이케다 치구사, 정유미)
빵타지아 오너의 손녀인 세 자매중 막내딸이며 신도쿄지점을 관리하고 있다. 상피에르 도쿄지점(한국어명:빵타지아 2호지점)의 점장인 모코야마 치게루가 심복이다.

## 샹피에르
- 아즈사가와 유키노

(한국명 : 성유란) / (CV.유야 야츠코, 이명선)
빵타지아 오너의 손녀인 세 자매중 첫째딸이며 신쥬쿠 중앙지점(한국어명:빵타지아 1호지점)을 관리하고 있다. 성격이 최악이며 츠키노의 어머니의 유골을 고목나무에 뿌리며 조롱한적이 있어서 츠키노와 원수지간이다
- 모코야마 치게루

(한국명 : 구하몽) / (CV.겐다 텟쇼, 장광)
통칭 '과자빵의 신'이라 불릴 정도로 과자빵을 잘 만들며, 큰 몸집과 달리 뜨개질 등 여성스러운 취향의 소유자이면서 미즈노의 심복이다.
- 모나코 국왕

(한국명 : 모나코 국왕) / (CV.코스기 쥬로타, 안장혁)
재료들 구하기 위해 황궁에 온 아즈마를 비롯하여 모나코 컵의 심사위원인 삐에로, 그리고 상피에르의 오너 키리사키 등과 친밀한 인물이다.
- 키리사키 유이치

## 모나코 컵편
- 삐에로 보르네제

- 모니카 아데나워